# Веселі зірки
«Веселі зірки» (рос. «Весёлые звёзды») — радянський повнометражний художній фільм, поставлений на кіностудії «Мосфільм» в 1954 році.

## Сюжет
Київський дует конферансьє-початківців — Тарапунька і Штепсель — їде до Москви для участі у Всесоюзному конкурсі молодих артистів естради. У купе поїзда разом з ними їде немолода сімейна пара, котра при ближчому знайомстві виказує схильність до кар'єризму, що дає молодим людям матеріал для сатиричного номера. Виступ конкурсантів знаходить підтримку більшості членів журі, але тут таки виникає інтрига: визнані майстри конферансу не поспішають відкрити дорогу молодим конкурентам. У столичній метушні на Тарапуньку та Штепселя чатують і надзвичайні пригоди, і нові знайомства. Тільки випадок допомагає киянам знову вийти на сцену і провести концерт за участю найпопулярніших артистів естради та кіно.

## У ролях
- Юрій Тимошенко — Тарапунька, конкурсант
- Юхим Березін — Штепсель, конкурсант
- Лев Миров — Миров, член журі
- Марк Новицький — Новицький, член журі
- Микола Смирнов-Сокольський — Микола Павлович, голова журі
- Рина Зелена — Наташа, лялька
- Марія Миронова — Миронова, дружина чиновника
- Олександр Менакер — Менакер, бюрократ в поїзді
- Павло Тарасов — начальник естрадного конкурсу
- Георгій Сорокін — Сергій Олексійович, режисер, який ставить п'єсу В. Маяковського «Лазня», і член журі естрадного конкурсу
- Клавдія Шульженко — Шульженко, виконує пісні «Мовчання» та «Зірки любої Батьківщини»
- Леонід Утьосов — Утьосов, виконує попурі зі своїх пісень минулих років і «Пісню про ротного заспівувача»
- Таїсія Савва — розклейниця афіш
- Ашура Насирова — виконавиця таджицького танцю
- Юдіф Глізер — член журі естрадного конкурсу
- Давид Чіташвілі — фокусник
- Вадим Людвиковський — піаніст і диригент, акомпанує Шульженко та диригує оркестром
- Анатолій Соловйов — актор у виставі «Лазня»
- Павло Шальнов — Володя, освітлювач
- Раїса Губіна — освітлювач
- Георгій Бударов — директор в театрі
- Інна Федорова — епізод
- Ніна Федосюк — прибиральниця
- Тамара Соколова — солістка балету, виконує танець «Молодіжний вальс»
- Петро Помазков — соліст балету, виконує «Молодіжний вальс»
- Сергій Солоницький — Сергій Сергійович, член журі
- Сергій Тихонравов —  член журі
- Михайло Гаркаві —  член журі
- Ало Алаєв — грає на дойрі
- Якуб Алаєв — грає на дойрі
- Володимир Воронін — акробат упарку
- Борис Воронін — акробат у парку
- К. Махкамов — епізод
- А. Ізотов — епізод
- К. Ізотов — епізод
- В. Патрушев — епізод
- Л. Патрушев — епізод
- Світлана Немоляєва — глядачка
- Геннадій Гладков — учасник конкурсу за роялем

## Знімальна група
- Сценарій — Євген Помєщиков, Віктор Тіпот
- Режисер-постановник — Віра Строєва
- Оператори-постановники — Михайло Гіндін, Володимир Ніколаєв
- Художники-постановники — Петро Кисельов, Євген Серганов
- Композитори — Ісаак Дунаєвський (автор пісень), Олександр Цфасман
- Текст пісень — Михайло Матусовський
- Режисери — Олег Ленціус, Валентина Кузнецова
- Звукооператор — Віктор Зорін
- Художник по костюмах — Надія Бузина
- Балетмейстери — Галина Шаховська, Віктор Вронський
- Комбіновані зйомки:

Оператори — Борис Горбачов, Олександр Ренков: Художник — Микола Звонарьов
- Монтажер — Катерина Овсянникова, Лідія Лисенкова
- Директор картини — Валентин Маслов